# Geoestatística
Geoestatística, ou Estatística Espacial, trata do estudo, caracterização e modelagem de variáveis aleatórias que apresentam estrutura espacial, as chamadas funções regionalizadas. Sob determinadas hipóteses, torna-se possível fazer inferências e predições a partir de amostras. Vários métodos e técnicas foram desenvolvidos ao longo dos últimos cinquenta anos.  Através destas técnicas, dentre as quais se destacam a krigagem e a simulação estocástica, é possível estimar ou simular um valor de uma dada propriedade (fácies, permeabilidade, porosidade etc.) para um determinado local do espaço sem amostras (por exemplo, uma célula de uma malha tridimensional), valor este condicionado aos dados existentes (dados de poços, sísmica, amostras de solo, etc.) e a uma função de correlação espacial entre estes dados.
Em várias ciências (sobretudo as Ciências da Terra), as variáveis não podem ser completamente caracterizadas apenas por um padrão de distribuição requerido pela estatística clássica como normalidade e independência dos dados. Os modelos da estatística clássica estão geralmente voltados para a verificação da distribuição de frequência dos dados, enquanto a geoestatística incorpora a interpretação da correlação espacial das amostras. Este aspecto da geoestatística está intimamente associado com a distribuição estatística dos dados no espaço.
Assim, os métodos geoestatísticos fornecem um conjunto de ferramentas para entender uma aparente aleatoriedade dos dados, mas com possível estruturação espacial, estabelecendo, desse modo, uma função de correlação espacial. Esta função representa a base da quantificação da variabilidade espacial em geoestatística.
```
   Eis a seguir uma ilustração do objetivo do estudo da geoestatística. A imagem mostra dois mapas contendo duas variáveis espaciais de mesma estatística (média, variância, distribuição, etc.):
```

- Mapa (A): variável puramente aleatória.
- Mapa (B): variável aleatória que apresenta uma estrutura espacial.

```
   Sob a ótica da estatística clássica o 
valor médio
 e a 
variância
 são idênticos para as duas amostragens. Entretanto, segundo a avaliação no espaço, a primeira amostra possui um comportamento espacial muito errático, enquanto a segunda amostra apresenta uma estrutura ou correlação espacial. Uma das ferramentas da geoestatística que pode ser utilizada para modelar essa correlação espacial é a função 
Semivariograma
.
```

## Histórico
A geoestatística é um ramo da estatística que trata da análise espacial dados geográficos. Tem uma longa história que remonta aos anos 50, quando geólogos e geógrafos começaram a utilizar métodos estatísticos para analisar dados espaciais.
Um dos pioneiros da geoestatística foi o geólogo francês, Georges Matheron, que desenvolveu o conceito de krigagem, uma técnica de interpolação espacial usada para estimar o valor de uma variável em um local não amostrado, com base nos valores dos locais amostrados ao redor. O trabalho de Matheron foi influente no desenvolvimento da geoestatística e é ainda hoje amplamente utilizado.
Nos anos 60, o David G. Krige, geólogo sul-africano, desenvolveu ainda mais o conceito da krigagem e o aplicou à estimativa do grau de minério na indústria de mineração. O trabalho de Krige lançou as bases para o uso da geoestatística na exploração e exploração de recursos.
Nos anos 70, o Dr. Jean Diggle, um estatístico britânico, introduziu o conceito de autocorrelação espacial, que se refere à dependência estatística entre os valores de uma variável em diferentes locais espaciais. Este conceito foi importante no desenvolvimento de modelos geoestatísticos e é amplamente utilizado hoje em dia em vários campos, incluindo Ciências da Terra, Geografia e Saúde pública.